# Timbres de France 2008
En 2008, les timbres de France sont émis par La Poste. Cet article est un récapitulatif des émissions philatéliques de la France pour l'année 2008, avec date de sortie et caractéristiques principales

## Généralités

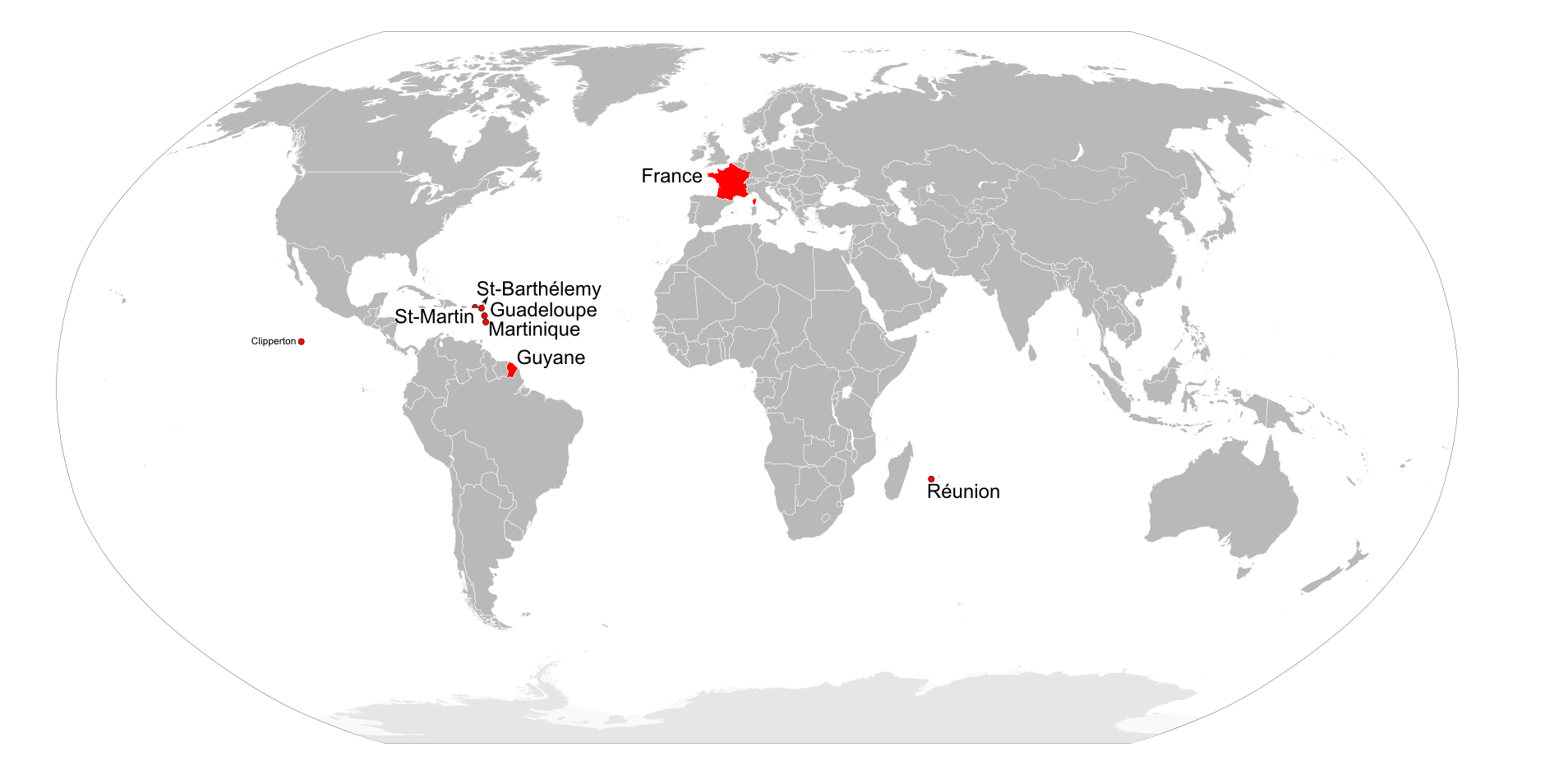
Lieux d'usage des timbres de France depuis 2007. L'usage à Clipperton est théorique, mais possible par des expéditions militaires et scientifiques.

Les émissions portent la mention « France - La Poste » (pays - émetteur) et une valeur faciale libellée en euro (€).
Ils sont en usage sur le courrier au départ de la France métropolitaine, de la Corse, des quatre départements-régions d'outre-mer (Guadeloupe, Guyane, Martinique et La Réunion), et des deux collectivités d'outre-mer de Saint-Barthélemy et de Saint-Martin.
Le programme philatélique de France pour 2008 a été fixé par des arrêtés du Ministère de l'Économie, des Finances et de l'Emploi :
- l'arrêté du 26 juillet 2006 (1re partie)[1],
- l'arrêté du 11 janvier 2007 (2e partie)[2],
- complétés par l'arrêté du 21 septembre 2007[3] (compléments 2008, 1re partie du programme 2009). Sont ajoutés les timbres sur « arbitrage et esprit sportif » et le « stade de France » ;
- complétés par l'arrêté du 28 janvier 2008[4]. Sont ajoutés le timbre sur Richelieu (Indre-et-Loire), une émission sur les « valeurs et grands projets européens » et une émission conjointe avec Israël ;
- complétés par l'arrêté du 1er septembre 2008[5]. Est ajouté le timbre « Sommet de Paris pour la Méditerranée », émis le 15 juillet 2008.

Ce programme est mis en œuvre par le Phil@poste dont l'imprimeur est Phil@poste Boulazac, près de Périgueux.
Le choix des villes et des lieux des manifestations premier jour est due aux intérêts commerciaux de La Poste et à la participation d'institutions nationales ou locales, mais souvent au volontariat d'associations philatéliques locales.

### Tarifs

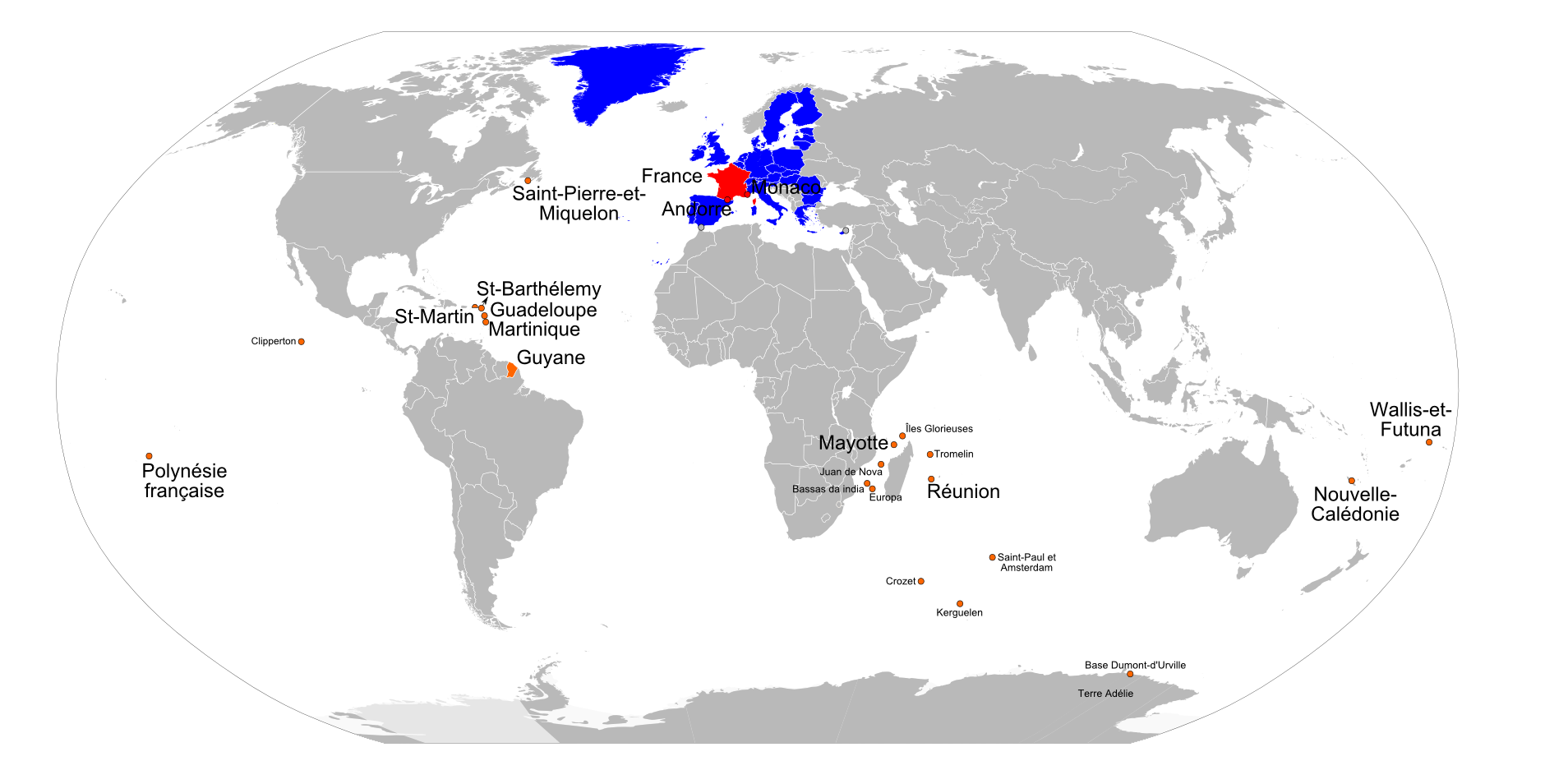
Les zones de tarifs depuis octobre 2006 :
-rouge : régime intérieur ;
-orange : régime intérieur jusqu'à 20 grammes, puis surtaxe aérienne ;
-bleu : zone 1
-gris : zone 2.

Voici les tarifs postaux réalisables avec un des timbres ou blocs émis en 2008.

#### Tarifs avant le1ermars 2008
Jusqu'au 29 février, les tarifs en vigueur au départ de la France métropolitaine sont ceux du 1er octobre 2006. Les tarifs au départ de l'outre-mer imposent une surtaxe aérienne au-delà de 20 grammes.
Tarif intérieur (plus Andorre et Monaco ; et DOM-TOM jusqu'à 20 grammes) :
- 0,54 € ou « Lettre prioritaire 20 g » : lettre prioritaire de moins de 20 grammes.
- 0,86 € ou « Lettre prioritaire 50 g » : lettre prioritaire de 20 à 50 grammes.

Tarifs pour l'étranger. Les destinations se répartissent en deux zones : la zone 1 comprend les États membres de l'Union européenne avec le Liechtenstein, Saint-Marin, la Suisse et le Vatican ; la zone 2 comprend tous les autres pays du monde.
- 0,60 € (Marianne bleu Europe) : lettre prioritaire de moins de 20 grammes vers la zone 1.
- 0,85 € : lettre prioritaire de moins de 20 grammes vers la zone 2.

#### Tarifs du1ermars 2008
Le 1er mars 2008, avec l'autorisation de l'Autorité de régulation des communications électroniques et des postes (ARCEP), les tarifs postaux sont augmentés pour assurer le service universel du courrier, moderniser le traitement de celui-ci et faire face au coût des carburants.
Tarifs intérieurs :
- 0,55 € (ou « Lettre prioritaire 20 g ») : lettre prioritaire de moins de 20 grammes.
- 0,72 € (Marianne) : lettre économique de 20 à 50 grammes.
- 0,88 € : lettre prioritaire de 20 à 50 grammes.
- 1,33 € (Marianne) : lettre prioritaire de 50 à 100 grammes.
- 2,18 € : lettre prioritaire de 100 à 250 grammes.

Tarifs pour l'étranger :
- 0,65 € : lettre prioritaire de moins de 20 grammes vers la zone 1.
- 0,85 € : lettre prioritaire de moins de 20 grammes vers la zone 2.
- 1,25 € (Marianne) : lettre prioritaire de 20 à 50 grammes vers la zone 1.
- 3 € : lettre économique de 100 à 250 grammes vers la zone 2.
- 5,50 € (Portraits de région) : lettre prioritaire de 100 à 250 grammes vers la zone 2.
- 5,50 € : lettre économique de 500 à 1 000 grammes vers la zone 1.

## Légende
Pour chaque timbre, le texte rapporte les informations suivantes :
- date d'émission, valeur faciale et description,
- formes de vente dont les dimensions (longueur horizontale, puis longueur verticale),
- artistes concepteurs et genèse du projet,
- manifestation premier jour,
- date de retrait, tirage et chiffres de vente,

ainsi que les informations utiles pour une émission donnée.

## Janvier

### Mariannebleu Europe
Le 2 janvier, est émis un timbre d'usage courant à validité permanente pour affranchir la lettre de moins de 20 grammes à destination des pays de l'Union européenne (0,60 € depuis le 1er octobre 2006). Le timbre est au type Marianne des Français utilisé depuis janvier 2005 et de couleur bleu.
Le dessin de la Marianne des Français par Thierry Lamouche est gravée par Claude Jumelet. Ce « timbre à validité permanente », d'après la dénomination de La Poste, ne porte pas de valeur faciale pour rester valable au-delà d'un changement de tarifs. En janvier 2007, il est émis en carnet de douze exemplaires autocollants.

### Cœur Franck Sorbier
Le 7 janvier, sont émis deux timbres de Saint-Valentin en forme de cœur, portant les valeurs d'usage « Lettre prioritaire 20 g » et « Lettre prioritaire 50 g ». Sur fond blanc parsemé d'astérisques entourées d'un rond de couleur, le « 20 grammes » représentant deux visages s'embrassant de profil et le « 50 grammes » un arbre fin dont les fleurs sont des cœurs.
Les dessins sont signés par le couturier Franck Sorbier, comme les autres timbres de la série depuis 2000. Mis en page dans un carré de 3,8 cm de côté, ils sont mis en page par Aurélie Baras et imprimés en héliogravure en feuille de trente et en un bloc de cinq exemplaires du timbre aux visages (chaque timbre est placé à l'extrémité de la branche d'un arbrisseau).
La manifestation premier jour a lieu les 5 et 6 janvier à Paris.

### Chefs-d'œuvre de la peinture
Le 28 janvier, pour la deuxième année consécutive, est émis un carnet de dix timbres autocollants au tarif de la « LETTRE PRIORITAIRE 20g » reproduisant des peintures. Sont présentés, dans l'ordre chronologique de réalisation : le Sermon aux oiseaux de Giotto (fin XIIIe-début XIVe siècle), La Naissance de Vénus de Botticelli (1486), La Joconde de Léonard de Vinci (1503-1506), La Belle Jardinière de Raphaël (1507), Le Prêteur et sa femme de Quentin Metsys (1514), L'Été d'Arcimboldo (1573), Port de mer au soleil couchant de Claude Gellée, dit Le Lorrain (1639), Portrait de l'infante Marie-Marguerite de Vélasquez (1654), La Jeune Fille à la perle de Vermeer (1665-1666), et la moitié supérieure du Premier Consul franchissant les Alpes au col du Grand-Saint-Bernard de David (1801). À part la fresque de Giotto visible à Assise, La Naissance de Vénus à la galerie des Offices de Florence et la peinture de Vermeer au Mauritshuis de La Haye, sept peintures sont exposées au musée du Louvre à Paris.
Les photographies des archives Alinari de Florence et de la Réunion des musées nationaux sont mises en page par le duo Tanguy Besset et Sylvie Patte. Les timbres mesurent environ 3,3 × 2 cm et sont horizontaux ou verticaux selon l'œuvre reproduite. L'impression est effectuée en offset.
La manifestation premier jour a lieu les 5 et 6 janvier à Paris. Le cachet premier jour, de forme carrée, reprend le titre « Chefs-d'œuvre de la peinture » inscrit à l'intérieur d'un cadre. Il est réalisé par Patte et Besset.
En 2009, le carnet est élu « plus beau timbre de l'année » dans la catégorie « timbres du quotidien » (carnets autocollants) à la suite d'un vote des internautes, organisé par Phil@poste.

### Nouvel An chinois: année du Rat
Le 28 janvier, dans série annuelle entamée en 2005, est émis un bloc de cinq timbres pour la « LETTRE PRIORITAIRE 20g » à l'occasion du Nouvel An chinois. Mangeant le raisin d'une grappe, un rat signale le signe astrologique chinois de l'année qui débute le 7 février 2008.
Les dessins du timbre et de l'illustration centrale du bloc sont signés Yifu He et sont mis en page par Aurélie Baras sur un timbre de 3 × 4 cm. Le bloc est imprimé en héliogravure en un bloc de cinq exemplaires.
La manifestation premier jour a lieu les 26 et 27 janvier à Paris. Le cachet de Gilles Bosquet présente un rat vue de profil.

### Stade de France 1998-2008
Le 29 janvier, est émis un timbre de 0,54 € pour le 10e anniversaire du premier match de football joué au Stade de France, entre les équipes d'Espagne et de France. Une partie de l'architecture extérieure et du toit du stade est représentée sur le timbre en blanc sur fond orange.
Le timbre de 4 × 3 cm est mis en page par l'agence Comquest à partir de documents des architectes du stade : Michel Macary, Aymeric Zublena, Michel Régembal et Claude Costantini. Il est imprimé en héliogravure en feuille de quarante-huit exemplaires.
La manifestation premier jour a lieu le 28 janvier au Stade de France, à Saint-Denis. Le timbre à date par Jean-Paul Cousin montre l'ensemble du stade vue de l'extérieur par un observateur au niveau du sol.

## Février

### Vendôme - Loir-et-Cher
Le 4 février, est émis un timbre de 0,54 € sur la ville de Vendôme, dans le Loir-et-Cher. Sous un ciel orange, à l'arrière-plan des jardins en bord de Loir, sont visibles plusieurs tours de la ville : le clocher de l'abbaye de la Trinité et la tour Saint-Martin, dernier élément rappelant l'église Saint-Martin.
Le timbre de 4 × 3 cm est dessiné par Yves Beaujard à partir de photographies d'A. Veillith fournies par la ville de Vendôme. Il est imprimé en taille-douce en feuille de quarante-huit exemplaires.
La manifestation premier jour a lieu les 2 et 3 février dans la chapelle Saint-Jacques, à Vendôme. Le timbre à date par Odette Baillais montre les ruines du château. L'émission coïncide avec le 80e anniversaire de la Société philatélique vendômoise.

### Les globes de Coronelli
Le 11 février, est émis un timbre de 0,85 € sur les globes de Coronelli. Ce cadeau pour le roi de France Louis XIV de son ambassadeur à Rome, le cardinal César d'Estrées, est réalisé par le moine Vincenzo Coronelli. De 3,87 mètres de diamètre, ils représentent la surface terrestre telle qu'elle est connue dans les années 1680 et la voûte céleste le jour de la naissance du roi. Un extrait de ces globes sont représentés devant une interprétation gravée d'une grue volant au milieu des lignes géographiques imaginaires.
Les photographies utilisées sont mises en page par Sarah Lazarevic, puis une partie de l'illustration est gravée par Jacky Larrivière pour une impression en offset et taille-douce. Le timbre de 4,085 × 5,2 cm est disponible extrait de feuilles de trente timbres ou au sein d'un bloc illustré de lignes similaires au cachet premier jour et vendu dans un encart cartonné également illustré au prix de 3 € (pour 0,85 € de faciale).
La manifestation premier jour a lieu le 8 février à la Bibliothèque nationale de France, à Paris, où les globes sont exposés depuis octobre 2006. Le cachet premier jour par Sarah Lazarevic comprend le titre de l'émission et deux lignes de ronds et de déliés.
Le 20 octobre 2008, ce timbre est élu 58e Grand Prix de l'art philatélique. En 2009, il est élu « plus beau timbre de l'année » dans la catégorie « reproduction d'une œuvre » à la suite d'un vote des internautes, organisé par Phil@poste.

### Abd el-Kader 1808-1883
Le 21 février, est émis un timbre de 0,54 € pour le bicentenaire de la naissance de l'émir Abd el-Kader, homme cultivé résistant à l'invasion française de 1830. Après avoir été prisonnier en France de 1847 à 1852, il devient théologien à Damas. Sur le timbre, la main droite posée sur deux livres, il est représenté portant ses médailles, dont la grand-croix de la Légion d'honneur.
Le portrait est dessiné et gravé par Yves Beaujard, d'après un tableau anonyme conservé au musée de la franc-maçonnerie. Le timbre de 3 × 4 cm est imprimé en taille-douce en feuille de quarante-huit.
La manifestation premier jour a lieu le 20 février à l'Institut du monde arabe, à Paris. Le visage est repris sur le cachet premier jour dessiné par Claude Perchat.

## Mars
Le 1er mars 2008, entrent en vigueur de nouveaux tarifs pour le courrier au régime intérieur (France métropolitaine, Andorre et Monaco, ainsi que son outre-mer) et à destination des pays de l'Union européenne et du Liechtenstein, de Saint-Marin et de la Suisse.

### Marianne des Français
Le 1er mars, pour correspondre aux nouveaux tarifs postaux, sont émis six timbres d'usage courant au type Marianne des Français : le premier à validité permanente de couleur « bleu Europe »(dont une version autocollante est émise en carnet en janvier 2008), les autres de valeur et couleur 0,72 euro vert olive, 0,88 euro vieux rose, 1,25 euro bleu clair, 1,33 euro fuchsia et 2,18 euro rouge brun. Ils remplacent les timbres précédents de même couleur.
La Marianne des Français est dessinée par Thierry Lamouche et gravée par Claude Jumelet. Les timbres de 2 × 2,6 cm sont imprimés en taille-douce en feuille de cent timbres.
Un cachet premier jour est disponible le 1er janvier lors de la manifestation de la Fête du timbre de Paris. Le cachet premier jour de Lamouche reprenant le même profil est celui utilisé lors de la première émission en janvier 2005.

### Fête du timbre 2008
Le 3 mars, dans le cadre de la Fête du timbre, sont émis trois timbres à valeur d'usage « LETTRE PRIORITAIRE 20 g » et un bloc d'un timbre de 2,18 euros représentant trois personnages de Tex Avery : le chien Droopy, la Girl qui échauffe l'âme du Loup dans différentes positions (lecture d'une lettre pour Droopy par exemple). Sur le timbre de 2,18 euros, Droopy parle, ses paroles sont imprimées dans une bulle avec une encre thermochrome.
Les images, fournies par la Warner Bros. Consumer Products (propriétés de la Turner Entertainment), sont mises en page sur trois types de timbres émis ensemble sur une feuille gommée de soixante timbres et en un carnet de dix timbres autocollants (quatre « Droopy », trois « La Girl » et trois « Le Loup »). En outre, trois feuillets de cinq timbres se -tenant chacun à une vignette illustrée d'une scène des mêmes personnages sont vendus au prix de 6,50 euros (pour 2,75 euros de valeur faciale).
La manifestation premier jour a lieu les 1er et 2 mars dans cent douze villes de France métropolitaine avec l'aide d'associations philatéliques locales. Le cachet premier jour, portant le nom d'une des villes, représente Droopy de face.

### Les bibliothèques sonores
Le 17 mars, est émis un timbre de 0,55 euro sur les bibliothèques sonores, constituées depuis les années 1970 par l'Association des donneurs de voix. Le timbre présente avec des éléments de couleurs un livre, un disque et une personne à l'écoute.
Le timbre de 4 × 3 cm est dessiné par Valérie Besser et imprimé en héliogravure en feuille de quarante-huit exemplaires.
La manifestation premier jour a lieu le 15 avril à Paris et les 15 et 16 avril à Bourg-en-Bresse, Cholet, Lille, Périgueux et Strasbourg. Le timbre à date premier jour, également de Valérie Besser, représente les éléments d'un gramophone, dont la tête de lecture posée sur un livre ouvert.
Le 20 octobre 2008, ce timbre reçoit le « prix citron » du timbre le moins apprécié du jury du Grand prix de l'art philatélique.

### Portraits de régions: «La France à voir»
Le 31 mars, est émis le onzième bloc de dix timbres de 0,55 euro de la série Portraits de régions. Consacrés à « la France à voir », les lieux choisis sont les anciens centres urbains de Honfleur, Sarlat-la-Canéda et Vézelay, ainsi que les quartiers du Marais à Paris (avec la place des Vosges) et de la Petite France à Strasbourg. Les autres constructions humaines sont le château d'Ussé et le moulin de Cugarel à Castelnaudary. Le patrimoine naturel apparaît sur trois timbres : la côte de granit rose, le marais poitevin et le cirque de Mafate à La Réunion.
Les photographies sont mises en page par Bruno Ghiringhelli sur des timbers horizontaux ou verticaux de 2,6 × 4 cm. Le bloc est imprimé en héliogravure. Chaque timbre est également émis, imprimé au sein d'un feuillet illustré d'une peinture de Noëlle Le Guillouzic ; les dix blocs sont vendus dans un livre, Carnet de voyage.
La mise en vente anticipée du bloc a lieu dans plusieurs villes concernées par le sujet des timbres : Castelnaudary, Coulon, Honfleur, Paris, Perros-Guirec, Rigny-Ussé, Salazie, Sarlat-la-Canéda, Strasbourg et Vézelay. Le cachet premier jour représente une carte de la France métropolitaine sur laquelle figure un moulin et un clocher.
Le bloc est retiré de la vente le 26 juin 2009.

## Avril

### La Rochelle - Charente-Maritime
Le 7 avril, est émis un timbre de 0,55 euro sur la ville de La Rochelle, en Charente-Maritime. Le Vieux-Port est vu dans son ensemble depuis le sud-est. Le port et ses voiliers sont imprimés en bleu, les bâtiments autour en ocre, avec quelques arbres verts.
Le timbre de 8 × 2,6 cm est dessiné et gravé par Elsa Catelin. Imprimé en taille-douce, il est conditionné en feuille de trente exemplaires.
La mise en vente anticipée a lieu les 5 et 6 avril à La Rochelle. Le cachet premier jour aux deux tours marquant l'entrée du Vieux-Port et un poisson est l'œuvre d'Odette Baillais.
En 2009, le timbre est élu « plus beau timbre de l'année » dans la catégorie « timbre en taille-douce » à la suite d'un vote des internautes, organisé par Phil@poste.

### Lyon - Rhône
Le 7 avril, est émis un timbre de 0,55 euro sur la ville de Lyon, préfecture du Rhône. Le paysage urbain représenté montre la passerelle Paul-Couturier qui permet la traversée au-dessus de la Saône. L'émission coïncide avec le Salon de printemps de la Chambre française des négociants et experts en philatélie.
Le timbre de 6 × 2,5 cm est dessiné par Élisabeth Maupin et gravé par André Lavergne pour une impression en offset et taille-douce en feuille de quarante.
La manifestation premier jour a lieu du 4 au 6 avril au palais des congrès de Lyon, pendant le Salon de printemps de la CNEP. Louis Arquer a dessiné la façade de la cathédrale Saint-Jean sur le cachet premier jour.

### Jardins de France: Marseille
Le 14 avril, dans la série Jardins de France, est émis un bloc de deux timbres de 2,18 euros chacun présentant les paysages de deux jardins publics de Marseille : pour la moitié gauche du bloc, le parc Longchamp dominé par le palais Longchamp (sujet du timbre), et le parc Borély et son pavillon chinois (sujet du second timbre).
Le bloc comprenant des timbres de 3 × 4 cm surmontés d'un morceau de cercle, habituel pour cette série, 
est dessiné par Gilles Bosquet. Il est imprimé en héliogravure.
La manifestation premier jour a lieu les 12 et 13 avril au pavillon chinois du Jardin botanique de Marseille. Bosquet dessine également le cachet premier jour centré sur le palais Longchamp et ses fontaines.

### Animaux de la Préhistoire
Le 21 avril, dans la série annuelle Nature de France, sont émis quatre timbres sur des animaux préhistoriques et un bloc illustré les mettant en scène.
Sur un des deux timbres de 0,55 euro, est reconstitué artistiquement un smilodon, ou « tigre à dents de sabre » défendant sa proie tuée contre un Phorusrhacos, tous deux carnivores, sujet du second timbre de cette valeur. Plus à l'arrière-plan dans la scène, un Megaloceros, (0,65 euro) observe cela depuis la rivière au-delà de laquelle un mammouth (0,88 €) est attaqué par deux humains. Au loin, des montagnes et leurs glaciers en recul signalent la fin de la glaciation de Würm ou plutôt la fin de la glaciation du Riss.
Le bloc présente ensemble des espèces animales ayant vécu à différents moments du Pléistocène, en Amérique et en Eurasie.
Le bloc est dessiné par Christian Broutin et les timbres sont mis en page par Jean-Paul Cousin. Imprimés en héliogravure comme le bloc, les timbres sont conditionnés en feuille de quarante-huit.
La manifestation premier jour a lieu les 19 et 20 avril au Jardin d'acclimatation de Paris, et une mise en vente anticipée (avec cachet sans mention « premier jour ») a également lieu à Montbéliard et Tarascon-sur-Ariège. Les cachets premier jour représentent dans une autre position les quatre espèces animales, seules ou ensemble.
Les timbres et le bloc sont retirés de la vente le 31 juillet 2009.

### 1regreffedu cœur en Europe 1968-2008
Le 25 avril, est émis un timbre de 0,55 euro pour le quarantième anniversaire de la première transplantation cardiaque réalisée en Europe, à Paris, par les professeurs Christian Cabrol, Gérard Guiraudon et Maurice Mercadier. Le timbre blanc montre un cœur symbolique pansé.
L'illustration de Philippe Ravon est imprimée en héliogravure sur un timbre de 3 × 4 cm en feuille de quarante exemplaires.
La mise en vente anticipée a lieu le 24 avril au siège de l'Association pour le développement et l'innovation en cardiologie (Adicare), dans le Groupe hospitalier de la Pitié-Salpêtrière, à Paris. Le cachet, dessiné par Sylvie Patte et Tanguy Besset, représente un électrocardiogramme.

### Pont Valentré de Cahors 1308-2008

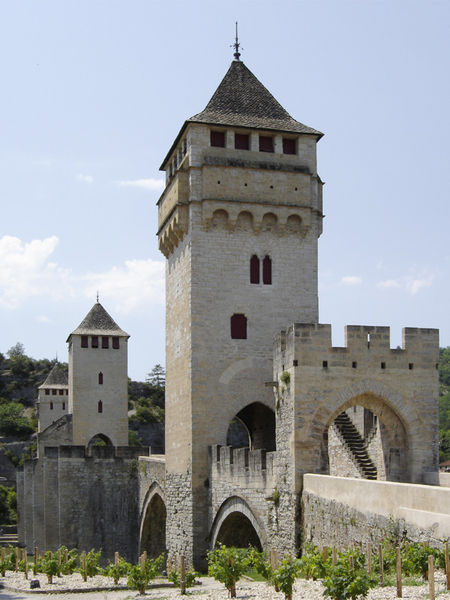
Le pont Valentré dans une perspective proche de celle du cachet premier jour.

Le 28 avril, pour les 700 ans du début de sa construction en 1308, est émis un timbre de 0,55 euro sur le pont Valentré, situé en aval de Cahors sur le Lot. Deux des trois tours carrées sont représentées en brun, avec une partie végétale verte à gauche, sur fond de ciel bleu.
Le timbre de 4 × 3 cm est dessiné et gravé par André Lavergne. Il est imprimé en taille-douce en feuille de quarante-huit.
La manifestation premier jour a lieu les 26 et 27 avril à Cahors. André Lavergne conçoit également le timbre à date avec une autre vue du pont, sur laquelle les trois tours sont visibles.
Ce pont est apparu auparavant sur deux timbres de Charles Mazelin émis en octobre 1955 et en juillet 1957.

## Mai

### Europa: le plaisir de vous écrire
Le 5 mai, dans le cadre de l'émission conjointe Europa, est émis un timbre de 0,55 euro sur le thème commun de la correspondance. Sur un fond rose, une plume vert-jaune achève d'écrire la légende « Le plaisir de vous écrire » en blanc, reprise plusieurs fois en foncé sur le fond rose.
Le timbre de 4 × 3 cm est dessiné par Florence Mekderian et Julien Martinez du studio M2Baz. Il est imprimé en héliogravure en feuille de quarante-huit unités.
La mise en vente anticipée a lieu le 4 mai au Parlement européen à Strasbourg. Le cachet premier jour est une plume métallique qui vient d'achever l'écriture de la légende du timbre de France.
Le timbre est retiré de la vente le 31 juillet 2009.

### Fondation de Québec 1608
Le 19 mai, dans le cadre d'une émission conjointe avec le Canada, est émis un timbre de 0,85 euro pour le quatrième centenaire de la fondation de la ville de Québec par le Français Samuel de Champlain, le 3 juillet 1608. L'illustration présente un canoë conduit par des Amérindiens s'approchant d'un voilier européen, avec à l'arrière-plan, des habitations construites en bois au pied d'une éminence rocheuse.
Le timbre carré de 4 cm est créé par le studio Fugazi. À partir d'une recherche et d'une illustration de Francis Back, Jorge Peral grave en taille-douce un timbre imprimé en France en feuille de trente. La montagne est originellement gravée à l'eau forte pour qu'elle se détache bien des fins traits constituant le ciel.
La manifestation premier jour a lieu du 16 au 18 mai à Honfleur, point de départ en 1604 du voyage d'exploration du fleuve Saint-Laurent par de Champlain, et le 16 mai au Centre culturel canadien à Paris. Un cachet commémoratif sans mention « premier jour » est disponible le 16 mai à Nantes et les 16 et 17 mai à Royan, dans la région natale de Champlain. Le portrait de l'explorateur est dessiné par Francis Fugazi sur le timbre à date français.
Le timbre du Canada, d'une valeur de 52 cents (tarif intérieur) est émis le 16 mai 2008. Reprenant la même illustration, il est également imprimé en taille-douce et en offset (pour l'année « 1608 » dans le ciel) en feuille de seize exemplaires par la Canadian Banknote Company. Il clot la série annuelle de cinq timbres sur l'établissement des Français au Canada, dont une précédente émission conjointe avec la France, en juin 2004, pour les 400 ans de la première colonie en Acadie fondée par Pierre Dugua de Mons.

### C'est une fille. C'est un garçon
Le 29 mai, comme chaque année depuis 2001, sont émis deux carnets de dix timbres autocollants au tarif intérieur de la lettre prioritaire de moins de 20 grammes pour annoncer la naissance d'un enfant. Pour les timbres du carnet C'est un garçon, le bébé portant un vêtement bleu tient un ours en peluche sur un fond de tapisserie verte, tandis que le timbre « C'est une fille » présente un bébé dans une tenue rose tenant un poussin sur un fond de tapisserie violette. Le bébé est révélé en grattant un enduit apposé sur chaque timbre que la couverture qualifiée de « timbre à gratter ».
Les timbres de 4 × 3,6 cm sont dessinés par Alexis Nesme et imprimés en héliogravure en deux carnets de dix exemplaires chacun.
La mise en vente premier jour a lieu le 28 mai au Jardin d'acclimatation, à Paris. Le bébé garçon d'Alexis Nesme est repris sur le cachet premier jour.

### Joyeux anniversaire
Le 29 mai, est émis un bloc de cinq timbres au tarif de la lettre prioritaire intérieure de moins 20 grammes pour souhaite les anniversaires. Comme chaque année depuis 2002, est utilisé un personnage de la fiction jeunesse : Oui-Oui qui tient un gâteau orné d'une bougie. Sur les quatre emplacements sans timbre, Oui-Oui est présenté se déplaçant en courant ou avec un de ses véhicules, en compagnie d'un autre personnage.
Le personnage créé par Enid Blyton est mis en page par Stéphane Ghinéa. Le timbre carré de 3,8 cm de côté est imprimé en héliogravure en feuille de cinq.
La mise en vente premier jour a lieu le 28 mai au Jardin d'acclimatation, à Paris. Le cachet des mêmes auteurs et metteurs en page que le timbre reprend le personnage.

### Vacances
Le 29 mai, est émis un carnet de dix timbres autocollants au tarif de la lettre prioritaire intérieure de moins 20 grammes sur le thème des vacances. Poursuivant le thème des couleurs entamé en 2007 avec le bleu, les dix photographies illustrant les timbres mettent en valeur le vert, principalement dans des éléments naturels : pois en gousse et en vrac, kiwis tranchés, fougères, etc. ; mais également transformé par l'intervention humaine : green de golf, jardin potager, etc. Un papillon noir à points verts posé sur une feuille est le seul animal visible.
Les dix photographies d'agence sont mises en page par Steven Briend sous la forme de timbre autocollant de 3,8 × 2,4 cm imprimé en offset en un carnet de dix timbres différents.
La mise en vente premier jour a lieu le 28 mai au Jardin d'acclimatation, à Paris. Steven Briend a dessiné un paysage montagneux littoral simplifié à quelques traits pour le cachet premier jour.
Le carnet est retiré de la vente le 26 juin 2009.

## Juin

### Beffroi d'Évreux

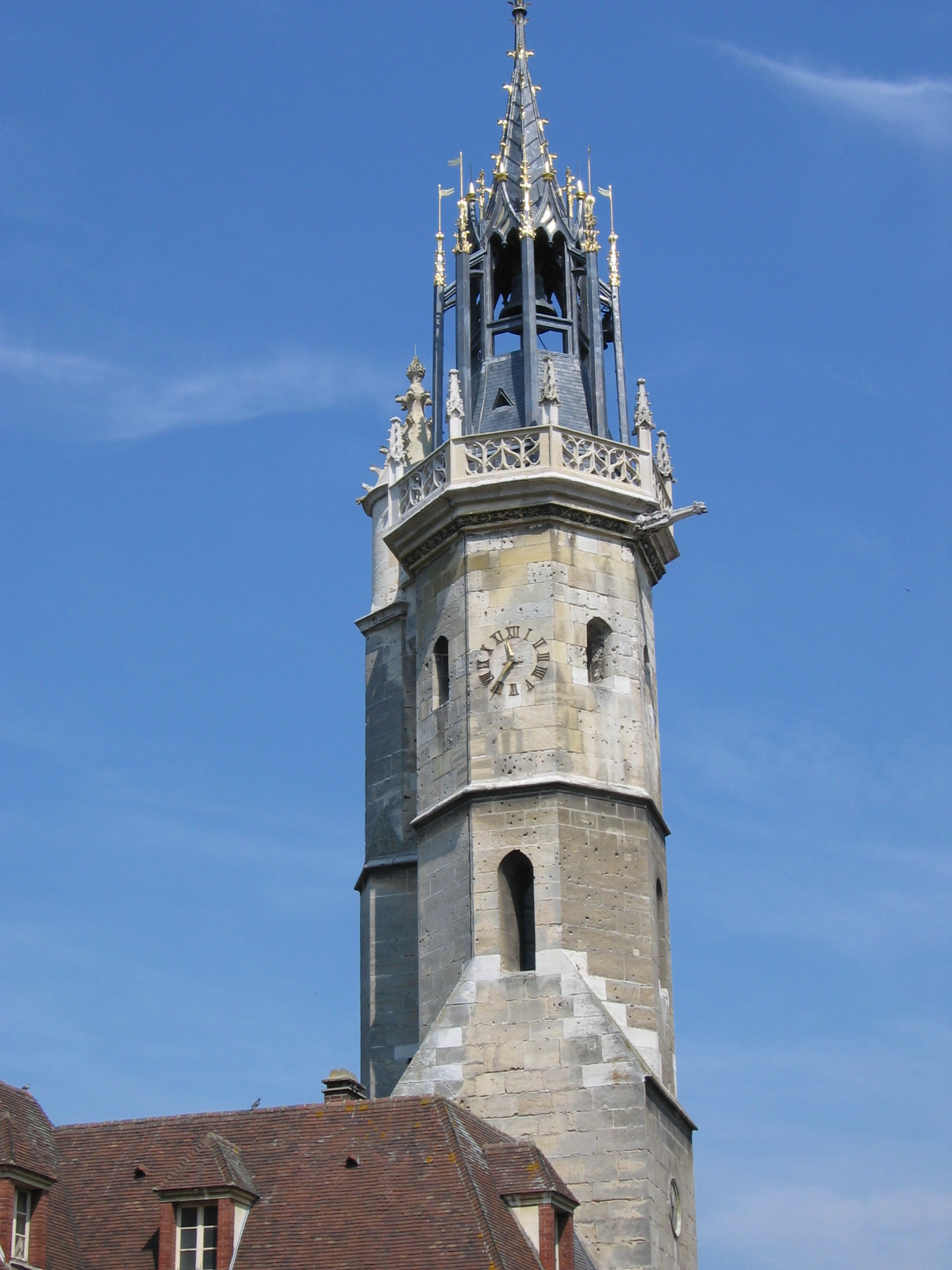
La partie sommitale du beffroi présentée sur la gauche du timbre correspond à une rotation de 90° de cette photographie.

Le 2 juin, est émis un timbre touristique de 0,55 euro représentant le beffroi d'Évreux. Sur la gauche du timbre, sa partie sommitale est détaillée alors que c'est une vue d'ensemble du monument qui est montré sur la droite.
Le timbre est dessiné et gravé par Elsa Catelin à partir de photographies du monument fournies par la ville d'Évreux. Il est imprimé en taille-douce en feuille de cinquante exemplaires.
La mise en vente anticipée a lieu les 31 mai et 1er juin à Évreux. Le cachet premier jour montre un gros plan de la pointe du beffroi dessiné par Claude Perchat.

### Planète timbres
Une grande partie des timbres commémoratifs et ceux d'usage courant émis entre le 23 juin et le 7 juillet ont connu une mise en vente anticipée pendant Planète timbres, salon du timbre et de l'écrit, organisé au Parc floral de Paris, du 14 au 22 juin 2008.

### Bateaux célèbres
Le 23 juin, est émis un bloc de six timbres de 0,55 euro représentant des bateaux à voile célèbres, sur un fond imitant les cartes anciennes: L'Astrolabe, La Boudeuse, La Boussole, La Confiance, La Grande Hermine et l'Hermione.
Les dessins nécessaires sont de Michel Bez et Jacky Larrivière et mis en page par Jean-Paul Cousin pour créer un bloc avec des timbres de 2,6 × 4 cm imprimé en héliogravure. Les six timbres sont également repris à l'unité sur six feuillets illustrés et gommés inclus dans le livre Figures de proue. Navires et marins de légende d'Henri Legohérel illustré par Michel Bez.
Avec un cachet premier jour en forme de hublot, la mise en vente anticipée a lieu du 20 au 22 juin au Salon du timbre, à Paris. Le week-end du 20 au 22 juin, des manifestations ont également lieu avec un cachet portant la mention « premier jour » à bord du chasseur de mines Cassiopée à Brest, au chantier de l'Hermione à Rochefort et à Rouen. Avec un cachet sans mention « premier jour », une mise en vente anticipée du bloc a lieu le 20 juin au musée La Pérouse d'Albi.
Le bloc est retiré de la vente le 31 juillet 2009.
En 2009, le bloc est élu « plus beau timbre de l'année » dans la catégorie « bloc de timbres thématiques » à la suite d'un vote des internautes, organisé par Phil@poste.

### Le cirque à travers le temps
Le 23 juin, dans le cadre de l'émission annuelle Personnages célèbres, sont émis six timbres de 0,55 euro et un bloc les reprenant sur l'évolution du cirque à travers le temps. Différents personnages du spectacle (l'Auguste, le clown blanc, le dompteur, l'écuyère, le jongleur et le trapéziste) sont ainsi dépeints selon le style des affiches de différentes époques. Le bloc est vendu 1,80 euro plus cher que la valeur faciale, somme reversée à la Croix-Rouge française.
Sur les six timbres de feuille, seul « L'Auguste » est disponible dans les bureaux de poste au 23 juin 2008. Les cinq autres valeurs sont vendus uniquement par correspondance.
Les timbres sont dessinés par Pierre-André Cousin et imprimés en héliogravure en feuille de cinquante et en un bloc de six timbres différents. Les six timbres sont également repris à l'unité sur six feuillets illustrés et gommés inclus dans le livre Le timbre voyage avec... le cirque de Christophe Hardy et Catherine Zavatta.
L'émission est mise en vente anticipée du 15 au 22 juin au Salon du timbre, à Paris. Un Auguste tend la mention « premier jour » sur le cachet à date de Pierre-André Cousin.
Le bloc est retiré de la vente le 31 juillet 2009.

### Émission conjointe France-Brésil
Le 23 juin, dans le cadre d'une émission conjointe entre le Brésil et la France, est émis un diptyque sur deux sites naturels menacés des deux pays. La forêt amazonienne est le sujet du timbre de droite à 0,55 euro et fait face à la Mer de Glace sur le timbre de gauche à 0,85 euro. La végétation verte permet de faire le lien entre les deux photographies, au bord desquelles deux demi-cercles rappellent le nom des deux pays et leur drapeau.
Les deux photographies sont mises en page par Jean-Paul Véret-Lemarinier. Les timbres de 6 × 2,5 cm sont imprimés en héliogravure en feuille de vingt diptyques.
La mise en vente anticipée a lieu les 21 et 22 juin au Salon du timbre, à Paris. Le timbre à date « premier jour » est dessiné par Claude Perchat qui place côte à côte la tour Eiffel et le Christ Rédempteur de Rio de Janeiro.
En 2009, le timbre est élu « plus beau timbre de l'année » dans la catégorie « timbre en offset ou en héliogravure » à la suite d'un vote des internautes, organisé par Phil@poste.

### Timbrez des idées durables
Le 30 juin, en partenariat avec le Programme des Nations unies pour l'environnement, est émis un carnet de dix timbres autocollants portant la valeur d'usage « LETTRE PRIORITAIRE 20g », chacun présentant un acte favorisant le développement durable. L'illustration du timbre présente un élément graphique simple avec deux slogans courts ; les gestes sont explicités sur la couverture : bien doser lessive et savon, circuler à vélo, consommer les produits de saison, protéger la ressource en eau, recycler en engrais les restes de nourriture, recycler les ordinateurs, transformer les bouteilles plastiques en pull-over, utiliser l'énergie solaire pour chauffer, utiliser du papier recyclé et voyager en respectant la planète.
Les timbres de 3,8 × 2,4 cm sont dessinés par le duo graphiste Sylvie Patte et Tanguy Besset et imprimés en héliogravure.
La mise en vente anticipée a lieu du 14 au 22 juin au Salon du timbre, à Paris. Le cachet d'oblitération premier jour reprenant les éléments de trois des timbres : l'arbre, les gouttes d'eau et le soleil.

## Juillet

### Grands projets européens
Le 1er juillet, premier jour de la Présidence du Conseil de l'Union européenne par la France jusqu'au 31 décembre 2008, est émis un bloc-feuillet de quatre timbres de 0,55 euro sur quatre « grands projets européens » : le programme d'échange Erasmus (quatre étudiants devant les drapeaux des États membres de l'Union européenne, l'euro (carte de l'Union, face commune de la pièce d'un euro et symbole « € ») et le système de positionnement par satellites Galileo un satellite et la Terre, à partir d'une photographie de l'Agence spatiale européenne). Sur le fond blanc du quatrième timbre sont disposés le drapeau de la France et le drapeau européen. Le fond du feuillet est une carte ancienne, bleu à traits blancs, du continent européen.
Le bloc et les trois timbres de 2,6 × 4 cm sur les projets sont dessinés par Yves Beaujard et le timbre aux drapeaux est conçu par Philippe Starck. Le bloc est imprimé en héliogravure.
Le cachet premier jour de Stéphanie Ghinéa inscrit le titre du bloc dans les douze étoiles du drapeau européen. Il est disponible du 19 au 22 juin lors du Salon du timbre, à Paris.

### Marianne et l'Europe
Le 1er juillet, premier jour de la Présidence du Conseil de l'Union européenne par la France jusqu'au 31 décembre 2008, est émis le nouveau type d'usage courant, la Marianne et l'Europe, en remplacement de la Marianne des Français utilisée depuis janvier 2005. Treize valeurs sont émises : 0,01 euro jaune, 0,05 € brun, 0,10 € gris et 1 euro orange pour les valeurs d'appoint ; timbre à validité permanente (TVP) vert et 0,72 € vert-olive pour les tarifs intérieurs économiques ; TVP rouge, 0,88 € vieux rose, 1,33 € fuchsia et 2,18 € brun pour les tarifs intérieurs prioritaires ; et TVP bleu, 0,85 € violet et 1,25 € bleu clair pour les tarifs internationaux.
Le type est dessiné et gravé par Yves Beaujard. Le 1er juillet, les timbres de 2 × 2,6 cm émis sont imprimés en taille-douce en feuille de cent exemplaires gommés pour toutes les valeurs, en roulettes de cinq cents timbres gommés pour les trois TVP et en un carnet de vingt timbres autocollants pour le TVP rouge. Le carnet de douze timbres tous au type Marianne et l'Europe est émis en octobre 2008.
La mise en vente anticipée a lieu du 17 au 22 juin au Salon du timbre, à Paris.

### Marianne et les valeurs de l'Europe
Le 1er juillet, premier jour de la Présidence du Conseil de l'Union européenne par la France jusqu'au 31 décembre 2008, sont émis deux carnets de douze timbres autocollants à validité permanente, le premier rouge pour la lettre intérieure prioritaire de moins de 20 grammes et le second bleu pour la lettre prioritaire à destination des pays de l'Union européenne et la Suisse. Dans chaque carnet, six des timbres sont au type Marianne et l'Europe. Les six autres représentent trois « valeurs de l'Europe » (sans préciser le Conseil européen ou l'Union européenne : deux la démocratie avec une main déposant un vote dans l'urne, deux la protection de l'environnement avec une main tenant un arbre, et deux la Paix sous la forme d'une colombe.
Les quatre illustrations sont dessinées et gravées par Yves Beaujard, sauf pour la gravure de « Démocratie » et « Environnement » réalisée par Claude Jumelet. Les timbres sont imprimés en taille-douce en carnets de douze timbres. La couverture (carte de l'Union européenne) est dessinée par Aurélie Baras.
La mise en vente anticipée a lieu du 14 au 22 juin au Salon du timbre, à Paris.
Le 20 octobre 2008, ce carnet est élu Grand Prix de l'art philatélique dans la catégorie des blocs et carnets.

### Paris. Grand Palais

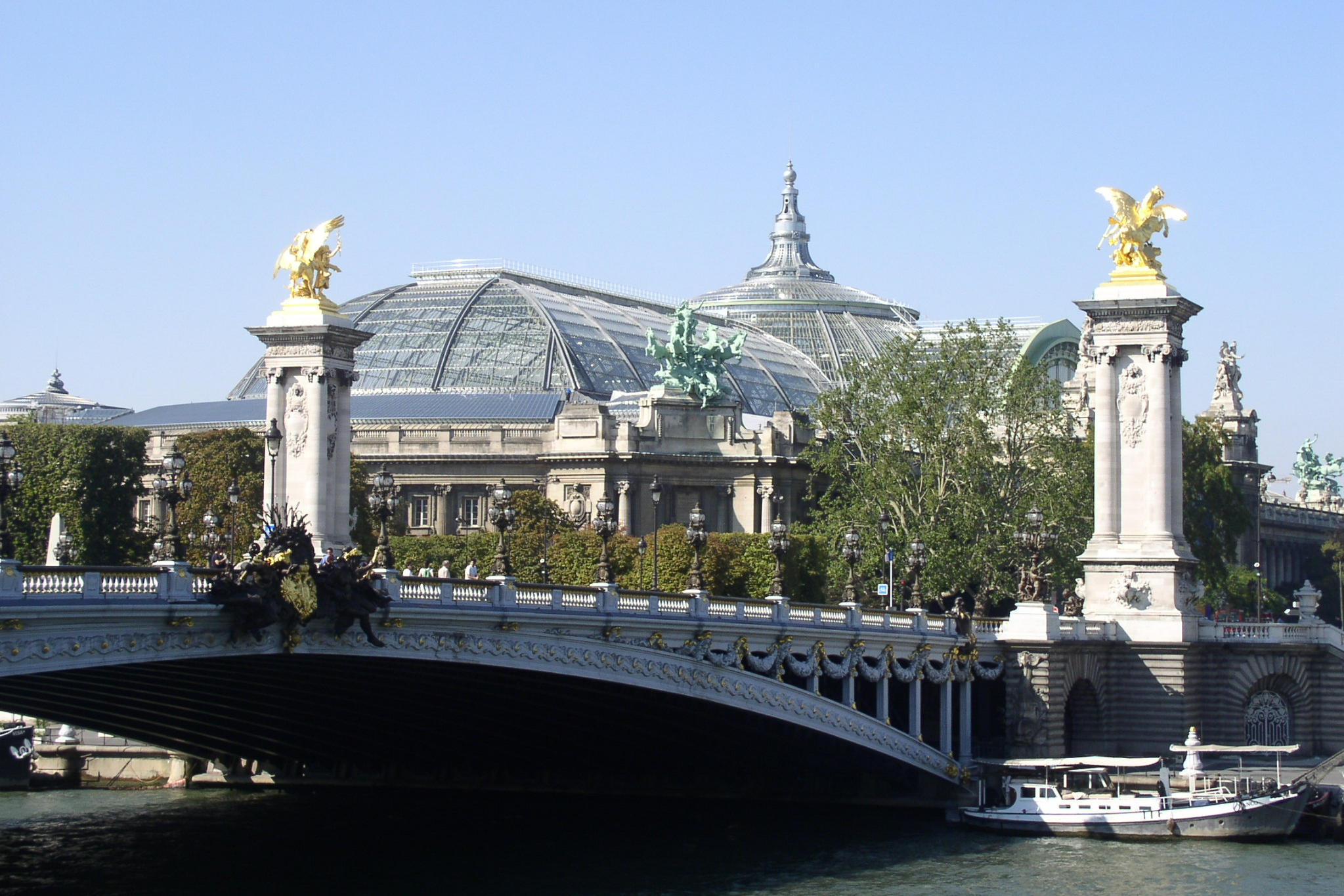
Perspective proche de celle du timbre.

Le 7 juillet, tenant à une vignette annonçant le 81e congrès de la Fédération française des associations philatéliques (FFAP), est émis un timbre de 0,55 euro sur le Grand Palais, à Paris où se déroule le 13 juillet 2008 le sommet de l'Union pour la Méditerranée. Sur le timbre, le Grand Palais est vu depuis la rive gauche de la Seine à l'arrière-plan du pont Alexandre-III. La vignette représente un détail des escaliers.
D'après des photographies, Claude Jumelet dessine et grave le diptyque imprimé en taille-douce en feuille de trente-six timbres de 4 × 3 cm (5,2 cm de long avec la vignette).
La mise en vente anticipée a lieu du 14 au 22 juin au Salon du timbre, à Paris, site du congrès de la FFAP. La façade du monument est dessinée par Louis Arquer pour le cachet d'oblitération premier jour.

### Richelieu - Indre-et-Loire

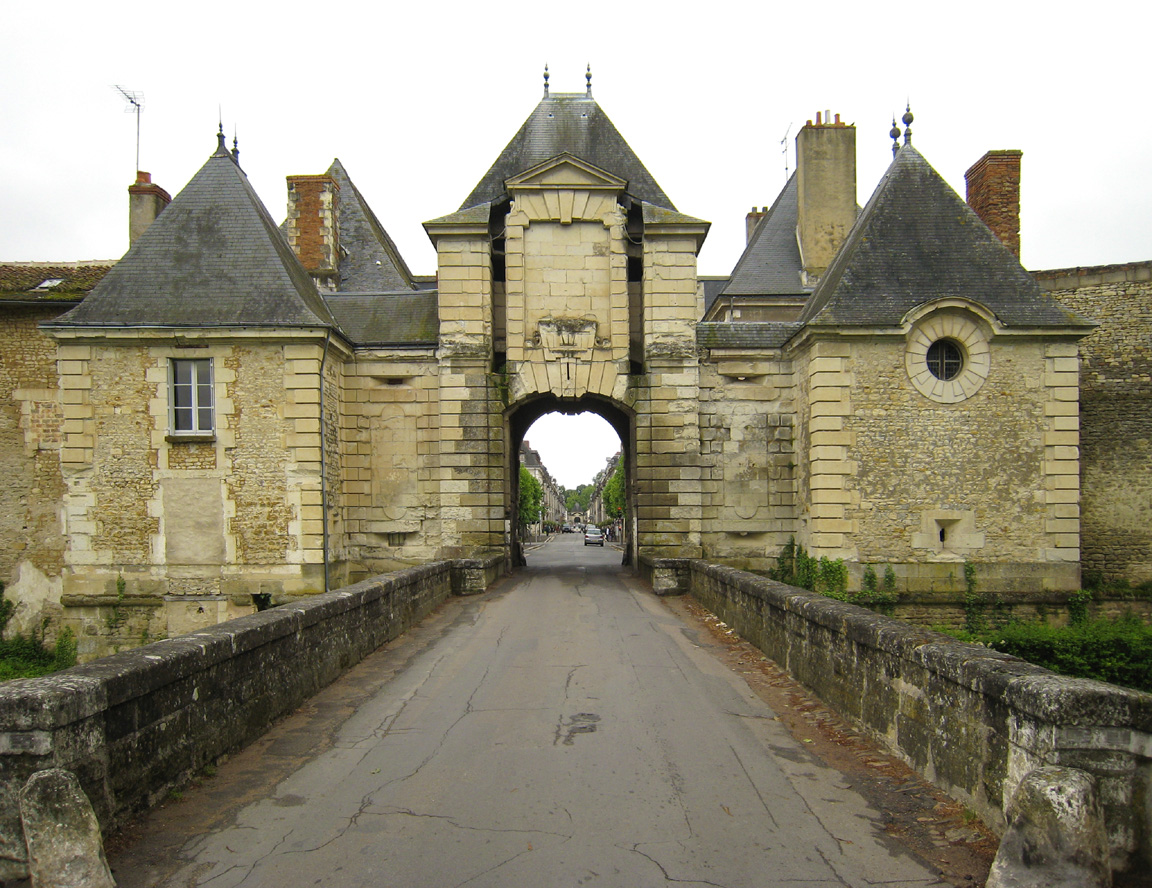
La porte de ville dans une perspective proche de celle du timbre.

Le 7 juillet, est émis un timbre de 0,55 euro sur la commune de Richelieu, en Indre-et-Loire. La statue du fondateur des lieux, le cardinal de Richelieu, est représentée sur la droite du timbre, avec la porte de la ville en arrière-plan à gauche.
Le timbre de 4 × 3 cm est dessiné et gravé par Claude Jumelet à partir de photographies fournies par la commune. Il est imprimé en taille-douce en feuille de.
La manifestation premier jour a lieu les 5 et 6 juillet à Richelieu. La porte de la ville est reprise sur le timbre à date premier jour par Gilles Bosquet.

### Toulon - Var
Le 7 juillet, est émis un timbre de 0,55 euro sur la ville de Toulon, dans le Var, qui représente une vue approximativement depuis le nord-est vers le sud-ouest, développant ainsi du premier au dernier plan : la ville elle-même, sa rade, le relief au-delà de La Seyne-sur-Mer. Sur la partie droite du timbre, la vue est complétée par la Fatigue, un des Atlantes sculptés par Pierre Puget, ornant actuellement la mairie.
Le timbre de 4 × 3 cm est dessiné et gravé par Martin Mörck pour une impression en taille-douce en feuille de quarante-huit exemplaires.
La manifestation premier jour a lieu les 5 et 6 juillet à Toulon. Odette Baillais représente les deux Atlantes de Puget (la Force et la Fatigue) sur le cachet premier jour.

### Mémorial Charles-de-Gaulle
Le 15 juillet, est émis un timbre de 0,55 euro pour annoncer l'ouverture du Mémorial Charles-de-Gaulle, à Colombey-les-Deux-Églises, un musée rappelant les actes du général, résistant et président de la République Charles de Gaulle. Entre les portraits du général lors de l'Appel du 18 Juin et celui officiel du président en 1958, est dépeint le paysage du mémorial : du musée au premier plan à la Croix de Lorraine monumentale dans la forêt.
Le timbre de 4 × 3 cm est dessiné et gravé par Elsa Catelin et est imprimé en taille-douce en feuille de quarante-huit exemplaires.
La mise en vente anticipée a lieu du 18 au 22 juin au Salon du timbre, à Paris, avec à disposition le cachet premier jour (le bâtiment du musée et la Croix de Lorraine) dessiné par Jean-Paul Cousin.

### Sommet de Paris pour la Méditerranée
Le 15 juillet, est émis un timbre de 0,55 euro annonçant la tenue, le 13 juillet 2008, d'un sommet à Paris sur la région politique autour de la mer Méditerranée, dans l'idée d'une Union pour la Méditerranée proposée par le président de la République française, Nicolas Sarkozy. L'illustration présente un olivier dans un paysage de végétation méditerranéenne, mer visible à l'arrière-plan à droite.
Le timbre de 4 × 3 cm est constitué d'une photographie mise en page par l'Atelier Didier Thimonier imprimé en héliogravure en feuille de quarante-huit unités La photographie originale est mise à disposition contre droits d'auteur par la photographe britannique Jenny Cundy par l'intermédiaire du site ImageSource.com. Ce cliché représente un olivier millénaire né au Xe siècle en Espagne et planté en 1988 près du pont du Gard par le Conseil général. La mer n'est pas visible sur le cliché original, pris dos au pont.
La mise en vente anticipée a lieu le 13 juillet, à Paris, avec la reprise de l'olivier photographié sur l'oblitération premier jour de Claude Perchat.

### Gérard Garouste
Le 21 juillet, est émis un timbre de 1,33 euro reproduisant une œuvre de Gérard Garouste, réalisée en 1989.
La peinture est mise en page par l'Atelier Didier Thimonier et est imprimé en héliogravure en feuille de trente timbres de 5 × 4,085 cm.
La mise en vente anticipée a lieu du 19 au 22 juin au Salon du timbre, à Paris. La signature de l'artiste est inséré dans une oblitération premier jour par Bruno Ghiringhelli.

### Beijing
Le 28 juillet, à l'occasion des Jeux olympiques d'été de 2008 à Beijing (Pékin) du 8 au 24 août 2008, est émis un feuillet de dix timbres de 0,55 euro portant la légende « Beijing » et les anneaux olympiques. Quatre types représentant deux sports chacun sont repris sur les dix timbres : en trois exemplaires pour l'aviron et la natation (brasse), et l'escrime et le judo ; en deux exemplaires pour l'athlétisme et le tennis, et l'équitation et le cyclisme. Ce dernier type porte la mention « Olympex 2008 », exposition philatélique sur le thème olympique organisé en marge des épreuves à Pékin. Les marges du bloc rappellent un monument traditionnel chinois.
Les timbres de 4 × 3 cm sont dessinés par Catherine Huerta à partir de photographies d'agence. Le bloc est imprimé en héliogravure.
La mise en vente anticipée a lieu du 16 au 22 juin au Salon du timbre, à Paris, avec pour cachet premier jour le nom de la ville et les anneaux olympiques, mis en page par Jean-Paul Cousin.

## Septembre

### Marianne et l'Europeautocollante
En septembre 2008, dans le cadre de « la Boutique du courrier pour les professionnels », La Poste émet l'ensemble des treize valeurs Marianne et l'Europe sous forme autocollante en feuille indivisible de cent exemplaires et en roulette indivisible de trois cents (seulement pour les trois TVP).
Le type Marianne et l'Europe est dessiné et gravé par Yves Beaujard. Imprimés en taille-douce, les timbres autocollants sont dotés d'une dentelure ondulée sur deux côtés : les deux côtés verticaux pour les exemplaires de feuille et horizontaux pour les roulettes.

### Portraits de régions: «La France à vivre»
Le 8 septembre, pour la douzième fois depuis 2003, est émis un bloc de dix timbres à 0,55 euro de la série Portraits de régions. Sur le thème « la France à vivre », ont été représentés des aliments et plats traditionnels (calisson, châtaigne, lentille, moutarde, pot au feu, reblochon), des objets spécifiques des régions françaises (échasses, espadrilles) et des pratiques culturelles (les feux d'artifice, l'image d'Épinal avec un chat botté)
Les photographies sont mises en page par Bruno Ghiringhelli sur des timbres de 2,6 × 4 cm imprimés en héliogravure. Ces timbres sont également imprimés sur dix feuillets illustrés, inclus dans le Carnet de voyage, ouvrage sur le thème des timbres illustré par Barroux.
La manifestation premier jour se déroule les 6 et 7 septembre dans plusieurs villes liées aux éléments représentés par l'émission : Aix-en-Provence, Céret, Cilaos, Dijon, Dole, Épinal, Laruns, Le Puy-en-Velay, Paris, Sabres et Thônes. Valérie Besser dessine le cachet premier jour : une carte de France dans laquelle se trouvent trois châtaignes, un pot de moutarde et des calissons.
Le bloc est retiré de la vente le 26 juin 2009.

### Le Havre - Seine-Maritime
Le 15 septembre, est émis un timbre de 0,55 euro sur Le Havre, en Seine-Maritime. Le sujet est l'hôtel de ville, dont la construction s'est achevée cinquante ans plus tôt, en 1958.
Le bâtiment dessiné par Auguste Perret est interprété en gravure par Claude Jumelet et mis en page sur un timbre de 3 × 4 cm imprimé en taille-douce en feuille de quarante-huit exemplaires.
La mise en vente anticipée a lieu les 13 et 14 septembre au Havre. Une vue de côté est dessinée par Alain Seyrat pour le timbre à date premier jour.
Le timbre est retiré de la vente le 24 avril 2009.

### La Patrouille de France
Le 15 septembre, est émis un timbre de poste aérienne de 3 euros sur la Patrouille de France. Elle est représentée en formation diamant lors d'un de ses vols habituels au-dessus de l'Arc de triomphe de l'Étoile, pendant le défilé militaire du 14 Juillet, au cours duquel elle lâche des fumigènes bleus, blancs et rouges, couleurs du drapeau français. Un appareil Alpha Jet est représenté vu de côté en bas du timbre.
Le timbre de 5,2 × 3,1 cm est dessiné par Pierre-André Cousin et gravé par Claude Jumelet pour une impression en offset et taille-douce en feuille de dix et de quarante exemplaires.
La manifestation premier jour a lieu les 13 et 14 septembre à l'aéro-club d'Ille-et-Vilaine à Saint-Jacques-de-la-Lande et à Salon-de-Provence, et le 14 septembre à l'aéroport de Pontoise - Cormeilles-en-Vexin, sur la commune de Cormeilles-en-Vexin. Louis Briat dessine un Alpha-Jet de côté pour le cachet premier jour.

### Sourires
Le 18 septembre, dans le cadre de l'émission annuelle Sourires entamée en 2005, est émis un carnet de dix timbres autocollants au tarif « Lettre prioritaire 20g » reproduisant dix gags sur le timbre et le courrier avec les personnages de la bande dessinée Garfield.
Les dessins fournis par Paws, l'entreprise de Jim Davis chargée de l'exploitation des droits de sa bande dessinée, sont mis en page sur des timbres de 3,8 × 2,4 cm imprimés en héliogravure.
La mise en vente anticipée a lieu le 18 septembre à Saint-Brice-Courcelles avec un cachet illustré du chat Garfield de face et souriant, sans mention « premier jour ».

### Josselin - Morbihan

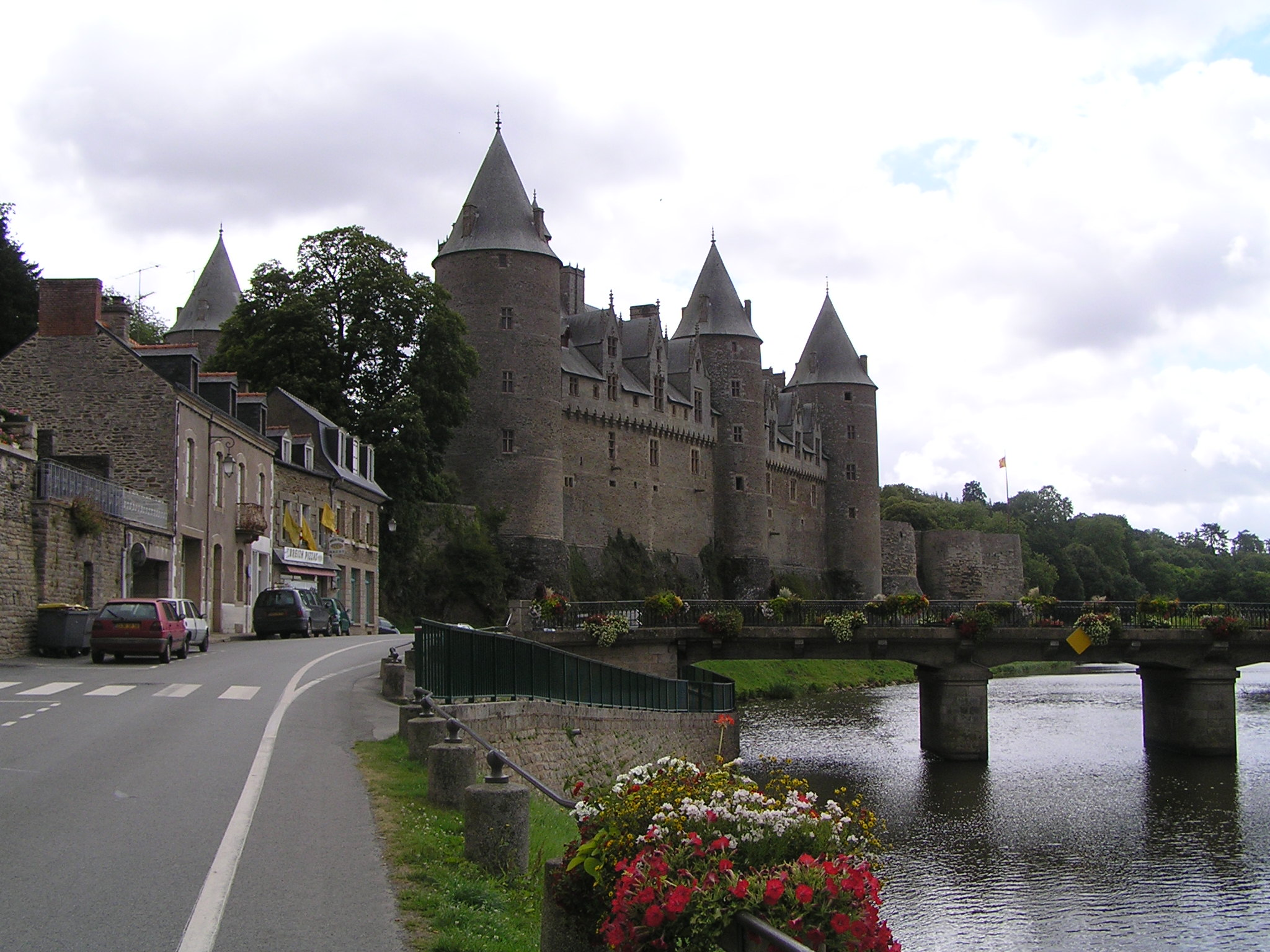
Le château, la rivière Oust et le pont dans une perspective proche de celle du timbre.

Le 22 septembre, est émis un timbre de 0,55 euro sur Josselin, dans le Morbihan. Il met en valeur le château, situé au bord de l'Oust (au premier plan du timbre), qui est la résidence des ducs de Rohan.
Le timbre de 4 × 3 cm est dessiné et gravé par Pierre Albuisson à partir de photographies fournies par la mairie de Josselin. Imprimé en taille-douce, il est conditionné en feuille de quarante-huit.
La manifestation premier jour a lieu les 20 et 21 septembre à Josselin, au château pour lequel Albuisson crée une deuxième vue pour le cachet premier jour. En 2009, ce cachet est élu plus belle oblitération de l'année à la suite d'un vote des internautes, organisé par Phil@poste.
Le timbre est retiré de la vente le 24 avril 2009.

## Octobre

### Cinquantenaire de la VeRépublique

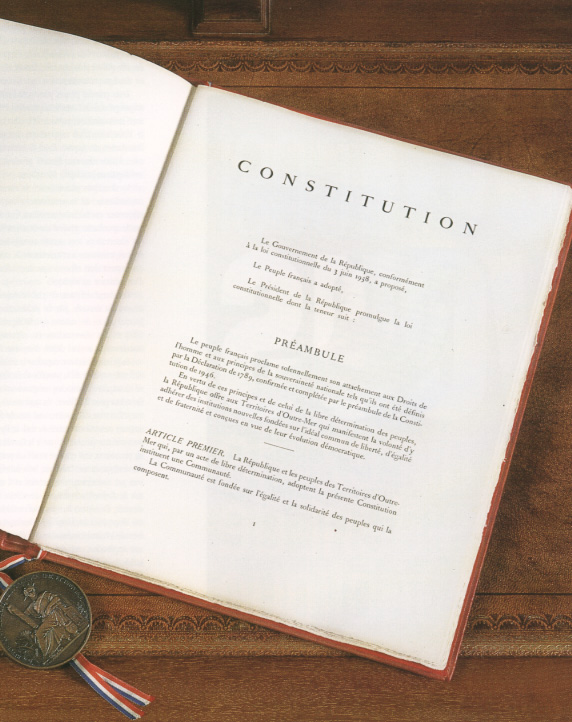
La première page de la Constitution et en bas le grand sceau de France.

Le 6 octobre, est émis un timbre commémoratif de 0,55 euro pour le cinquantenaire de la Cinquième République représenté par la première page de la Constitution française de 1958, le grand sceau de France et le portrait en bleu de Charles de Gaulle, premier président de la Cinquième République.
Le timbre de 4 × 3 cm est dessiné par Bruno Ghiringhelli à partir de documents photographiques des Archives nationales. Il est imprimé en héliogravure en feuille de quarante-huit unités.
La manifestation premier jour a lieu le 4 octobre à l'Assemblée nationale, à Paris. Le titre du timbre est mis en page sur le cachet premier jour par Ghiringhelli.
Le timbre est retiré de la vente le 24 avril 2009.

### Je suis sport
Le 6 octobre, est émis un timbre de 0,55 euro portant le logotype-slogan « Je suis sport », militant pour le fair-play dans la pratique sportives. Cette émission s'inscrit dans le partenariat entamé en janvier 2007 par La Poste avec les arbitres de quatre sports collectifs : basket-ball, football, handball et rugby à XV.
Le dessin de Laurent Scandolo est le vainqueur d'un concours organisé par La Poste et l'Union nationale du sport scolaire (UNSS) sur le thème « créez l'emblème de l'esprit sportif ». Le timbre rond de 3,2 cm de diamètre est inscrit dans un carré de 3,8 cm de côté est et imprimé en héliogravure en feuille de trente.
La vente anticipée de ce timbre a lieu le 4 octobre dans plusieurs sites sportifs en France : Arras, Beaumont, Besançon, Blois, Bordeaux, Brive-la-Gaillarde, Caen, Camon, Cannes, Chevigny-Saint-Sauveur, Furiani, Illkirch-Graffenstaden, La Courneuve, Migné-Auxances, Montpellier, Pacé, Reims, Sautron, Toulouse, Vénissieux, Verdun et Yerville. Le logotype-slogan est repris sur le timbre à date mis en page par Jean-Paul Cousin.
Le timbre est retiré de la vente le 24 avril 2009.

### Émission conjointe France-Viêt Nam
Le 16 octobre, dans le cadre d'une émission conjointe avec le Viêt Nam, sont émis deux timbres sur deux paysages maritimes montagneux des deux pays : la Baie de Hạ Long sur le 0,55 euro (légende du timbre : « Baie d'Along ») et les bouches de Bonifacio sur le 0,85 euro.
Les timbres de 6 × 2,5 cm sont dessinés par l'artiste philatélique viêt namienne Vu Kim Lien. Ils sont imprimés en héliogravure en feuille de quarante exemplaires.
La manifestation premier jour a lieu le 15 novembre à Bonifacio et au siège de l'Union générale des Vietnamiens de France, à Paris. Claude Perchat dessine une voile latine et un sampan, deux types de bateaux des deux régions dépeintes sur les timbres.
Les deux timbres sont retirés de la vente le 24 avril 2009.

### Jean-Jacques Henner 1829-1905
Le 20 octobre, est émis un timbre artistique de 0,88 euro reproduisant une peinture de Jean-Jacques Henner, Jeune fille se chauffant les mains à un grand poêle.
L'œuvre conservé au musée Sundgauvien, à Altkirch, est mise en page par Jean-Paul Cousin sur un timbre de 4,085 × 5,2 cm imprimé en héliogravure en feuille de trente.
La mise en vente anticipée a lieu le 18 octobre à Altkirch et y est disponible une oblitération premier jour de Jean-Paul Cousin reproduisant la signature de l'artiste.

## Novembre
Les timbres émis le 10 novembre connaissent une mise en vente anticipée pendant le Salon philatélique d'automne, à Paris, organisée par la Chambre française des négociants et experts en philatélie (CNEP) du 6 au 9 novembre 2008.
Deux souvenirs philatéliques sont également mis en vente pendant le Salon, reprenant deux timbres émis précédemment.

### Année du rat
Le 6 novembre, pendant le Salon philatélique d'automne à Paris, est réémis le timbre « Année du rat » du 28 janvier 2008 sous la forme d'un bloc d'un timbre de valeur d'usage « LETTRE PRIORITAIRE 20 g », illustré d'un rat dessiné comme sculpté sur pierre. Le souvenir est vendu 3 euros avec une carte de correspondance illustré du palais de l'Harmonie Suprême de la Cité interdite de Pékin.

### France-Groenland
Le 6 novembre, pendant le Salon philatélique d'automne à Paris, est réémis le diptyque de l'émission conjointe France-Groenland, émis le 12 novembre 2007. Les deux timbres dessinés par Martin Mörck sont inclus dans un bloc illustré par le même artiste représentant le Pourquoi-Pas ? de Jean-Baptiste Charcot dans un paysage de banquise. Le bloc avec une carte illustrée est vendu trois euros pour 1,04 euro de valeur postale.

### Bonnes fêtes
Le 10 novembre, est émis un carnet de quatorze timbres autocollants reproduisant des œuvres originales sur le thème des fêtes de fin d'année et des souhaits de « Bonnes fêtes ». Ils sont au tarif d'usage « LETTRE PRIORITAIRE 20 g ».
Le timbre de Ya Yuan Yang (un cœur réalisé en collage) est également émis sous la forme d'un bloc illustré d'un timbre, vendu 3 euros avec une carte illustrée de Valérie Besser utilisant également la technique du collage.
Mises en page par Bruno Ghiringhelli et imprimées en héliogravure, ont été sélectionnées les projets de quatorze étudiants de l'École supérieure d'art d'Épinal, dans l'ordre alphabétique : Jiyoun Choi, Pauline Criqui, Aglaée Durouchoux, Kathya Hahn, Anne-Sophie Lohou, Marianne Mispelaëre, Fanny Pageaud, Srisong Nuntapon, Anne-Émilie Philippe, Jasmine Poret, Simon Roussin, Martin Sombsthay, Raphaëlle Tchoukriel, Ya-Yuan Yang. Le carnet comprend huit timbres horizontaux de 3,8 × 2,4 cm et six timbres verticaux de 2 × 2,6 cm, format des timbres d'usage courant au type Marianne et l'Europe.
Delphine Pauluzzo crée le cachet premier jour (le nœud d'un cadeau emballé) disponible lors de la mise en vente anticipée les 8 et 9 novembre au Salon philatélique d'automne, à Paris.

### Capitales européennes: Prague

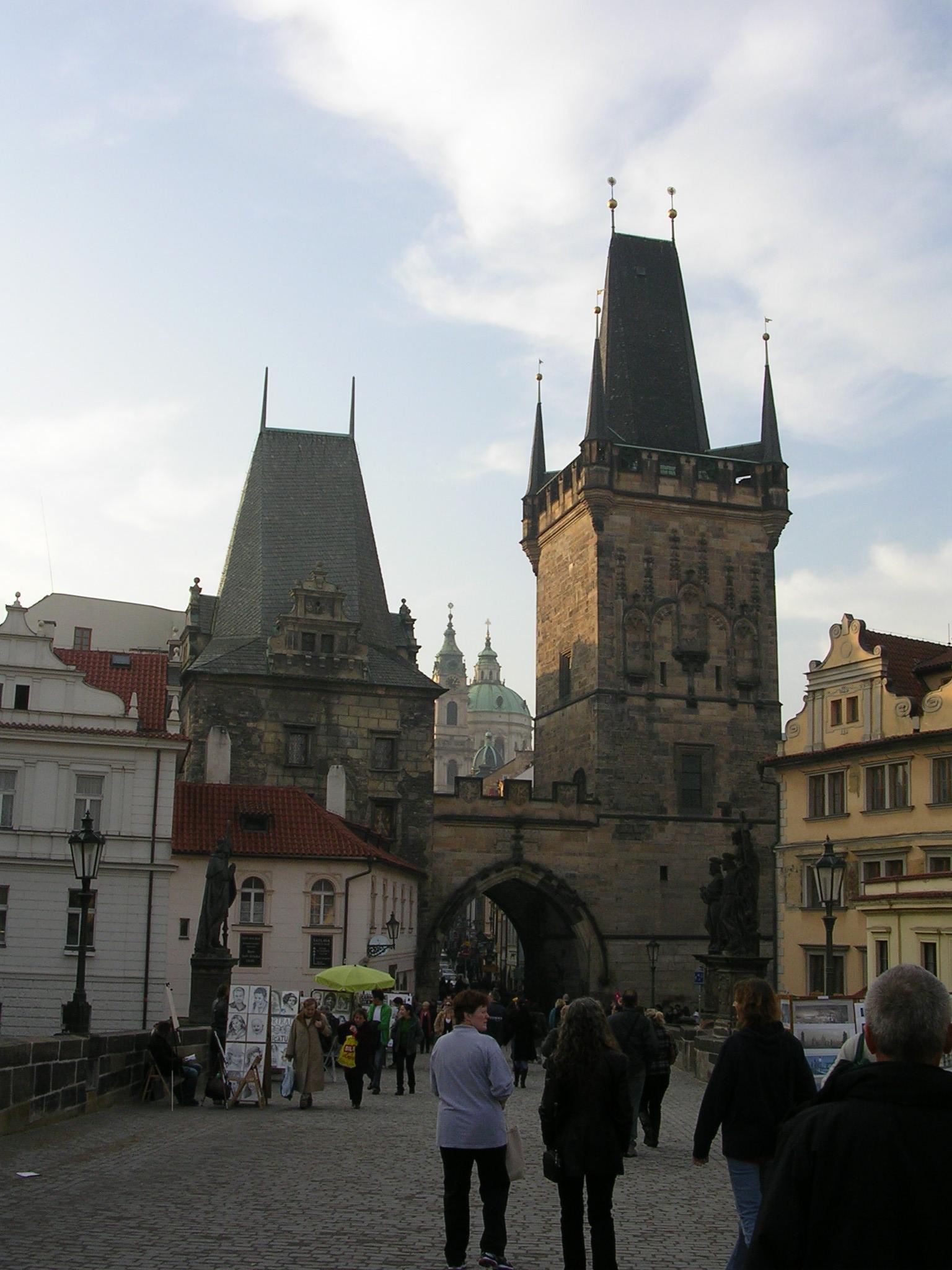
Le pont Charles dans une perspective proche de celle du timbre.

Le 10 novembre, dans la série Capitales européennes commencée en 2002, est émis un bloc de quatre timbres de 0,55 euro sur les monuments de la ville de Prague, capitale de la République tchèque. Ont été choisis pour illustrer les timbres : le château dominant la ville, l'Église de Notre-Dame de Týn, l'horloge astronomique et le calendrier de l'Hôtel de ville et le pont Charles vu par la tour du Petit Côté. Apparaissent également sur les marges du bloc le candélabre de la place Hradčanské, l'église Saint-Nicolas du Petit Côté, la ruelle d'Or et la tour Poudrière.
Les dessins de Cécile Millet sont mis en page par Valérie Besser pour une impression du bloc en héliogravure. Les timbres mesurent 3 centimètres sur 4.
La manifestation premier jour a lieu du 7 au 9 novembre au Salon philatélique d'automne, à Paris. Le cachet premier jour est un crayonné du pont Charles par Cécile Millet.

### Croix-Rouge
Le 10 novembre, dans le cadre de l'émission annuelle Croix-Rouge, est émis un carnet de dix timbres au tarif « LETTRE PRIORITAIRE 20 g », vendu avec une surtaxe de 1,80 euro au profit de la Croix-Rouge française. Les deux illustrations utilisées sur cinq timbres chacune ont été sélectionnées lors d'un concours de dessins ouverts aux élèves des écoles primaires françaises, sur le thème : « Dessine la planète aux couleurs de la vie ! ».
Les timbres de 2,4 × 3,8 cm sont dessinés par Élise Boulay (« Jaune et bleu » ; 7 ans) et Inès Scharff (« Planète » ; 8 ans), et mis en page par l'atelier Thimonier. Ils sont imprimés en héliogravure.
La manifestation premier jour a lieu les 8 et 9 novembre au Salon philatélique d'automne, à Paris. Le cachet représente la croix de l'organisation, et est frappée à l'encre rouge.

### Honoré Daumier 1808-1879,Un guichet de théâtre
Le 10 novembre, est émis un timbre de 1,33 euro pour le bicentenaire de la naissance d'Honoré Daumier, reproduisant Un guichet de théâtre.
L'œuvre, conservée dans la collection de Serge Domingie et Marco Rabatti, est gravée par Jacky Larrivière et mise en page par Aurélie Baras sur un timbre de 4,085 × 5,2 cm imprimé en taille-douce en feuille de trente.
La manifestation premier jour a lieu du 7 au 9 novembre au Salon philatélique d'automne, à Paris, et le 8 novembre à Valmondois où Daumier est mort. Le cachet par Aurélie Baras reprend les initiales de l'artiste, dont il s'est servi pour signer l'œuvre reproduite.

### La Poste célèbre les visages de la Cinquième République
Le 10 novembre, est émis un carnet de douze timbres autocollants de 0,55 euro reproduisant les douze types de timbres d'usage courant émis au cours de la Cinquième République française. Les timbres sont les œuvres de, par ordre alphabétique : Yves Beaujard (Marianne et l'Europe), Pierre Béquet (Marianne de Béquet), Louis Briat (Marianne du Bicentenaire), Henry Cheffer (Marianne de Cheffer), Jean Cocteau (Marianne de Cocteau), Albert Decaris (Marianne et Coq), Pierre Gandon (Sabine et Liberté), Thierry Lamouche (Marianne des Français), Ève Luquet (Marianne du 14 juillet) et André Regagnon (Marianne à la nef).
Alors que les types ont connu une carrière en typographie ou en taille-douce, les timbres de ce carnet sont imprimés en héliogravure, au format de 2 × 2,6 cm. Les six types les plus anciens sont disposés en ligne sur le haut et leur illustration est plus petite de 2 millimètres par rapport à l'illustration des six types les plus récents disposés sur la ligne du bas (2,2 cm). La couverture est créée par Graphy Studio et représente un buste de Marianne.
La mise en vente anticipée a lieu du 7 au 9 novembre au Salon philatélique d'automne, à Paris. Le cachet premier jour reprend le titre du carnet, mis en page par Valérie Besser.

### Premier vol État d'Israël-France
Le 10 novembre, dans le cadre d'une émission conjointe avec Israël, sont émis deux timbres de 0,55 euro et de 0,85 euro (premier échelon du tarif de la lettre pour Israël) pour le soixantième anniversaire du premier vol aérien entre l'État d'Israël et la France, qui a relié Haïfa et Paris en juin 1948. Les deux scènes représentent trois éléments : une des lettres transportées par ce vol et affranchies avec des timbres au type Doar Ivri, l'avion DC-3 d'Air France qui a accompli le vol et un paysage des villes reliées. La vue du port d'Haïfa est contemporaine de l'émission avec le mausolée du Báb et la Sail Tower, construite entre 1998 et 2002. La tour Eiffel domine la vue de Paris.
Les timbres de 5,2 × 3,1 cm sont dessinés par Pierre-André Cousin d'après un projet proposé par Meir Eshel. Ils sont imprimés en héliogravure en feuille de trente.
La mise en vente premier jour a lieu du 6 au 9 novembre au Salon philatélique d'automne, à Paris. Le cachet spécial par Pierre-André Cousin reprend un des noms de l'émission : « ÉMISSION COMMUNE / FRANCE / ISRAËL ».
Les deux timbres d'Israël sont émis par Israel Post le 6 novembre 2008. Les illustrations sont identiques. Les valeurs faciales émises sont de 1,60 nouveau shekel (départ de Haïfa ; premier échelon du tarif intérieur de la lettre simple) et de 3,80 shekels (arrivée à Paris ; premier échelon pour une lettre simple à destination de la France). Les tabs reproduisent des marques postales apposées sur les courriers transportés lors du vol de 1948.

### Armistice 1914-1918
Le 12 novembre, est émis un timbre de 0,55 euro pour le 90e anniversaire de l'armistice du 11 novembre 1918 qui a mis fin aux combats de la Première Guerre mondiale. L'illustration est constituée de trois scènes reprenant les couleurs du drapeau de la France : en bleu et à gauche, des soldats dans les tranchées ; au centre en noir, un soldat français sonne le clairon ; en rouge et à droite, le retour du poilu parmi les siens.
Le dessin de Patrice Serres est gravé par André Lavergne pour l'impression en taille-douce et en feuille de quarante-huit exemplaires d'un timbre de 4 × 3 cm.
La mise en vente anticipée a lieu le 11 novembre à l'Hôtel national des Invalides à Paris, à Compiègne près de la clairière de Rethondes où l'armistice fut signée, et à Verdun. D'autres bureaux proposent le timbre, mais leur cachet ne porte pas la mention « premier jour » : Bitche, Sedan, dans la maison natale du maréchal Ferdinand Foch à Tarbes, Tournefeuille, Vitry-le-François. Les timbres à date de Claude Perchat et André Lavergne soit représentent un poilu, soit ont la forme d'un casque de soldat français de l'époque.

### France-Liban
Le 21 novembre, dans le cadre d'une émission conjointe avec le Liban, est émis un timbre de 0,85 euro représentant deux arbres des pays concernés sur fond d'une carte ancienne du bassin méditerranéen. Les deux arbres sont le chêne et le cèdre du Liban.
Le timbre de 6 × 2,5 cm est dessiné par Jean-Paul Cousin et imprimé en héliogravure en feuille de quarante unités. Le tirage annoncé est de 2,3 millions de timbres.
La manifestation premier jour a lieu le 20 novembre à l'Institut du monde arabe, à Paris. Le cachet d'oblitération, dessiné par Christophe Drochon, reprend l'image d'un cèdre du Liban.

## Carnets d'usage courant
Depuis janvier 2007, les carnets de timbres d'usage courant sont au format « éco-carnet » de douze exemplaires, dont les matériaux de fabrication se veulent respectueux de l'environnement (papier issu de bois de forêt à gestion durable, colle sans solvant).
Depuis janvier 2005, les timbres sont au type Marianne des Français, dessiné par Thierry Lamouche et gravé par Claude Jumelet. À partir du 1er juillet 2008, ils sont au type Marianne et l'Europe créé par Yves Beaujard.
La couverture marron clair différencie les carnets émis : ils assurent la promotion de produits philatéliques et postaux de La Poste, seule entreprise à utiliser cet espace.

### Mariannebleu Europe
Le 2 janvier, est émis un carnet de douze timbres bleus à validité permanente pour la lettre de moins de 20 grammes à destination des pays de l'Union européenne, du Liechtenstein, de Saint-Marin et de la Suisse (0,60 € depuis le 1er octobre 2006). Le carnet est la première forme sous laquelle ce timbre est émis.
La couverture fait la promotion de la gamme d'enveloppes et de colis PostExport de La Poste.

### Portraits de régions
En mars, est émis un carnet de douze timbres rouge à validité permanente dont la couverture fait la promotion de la série de timbres-poste Portraits de régions dont le onzième bloc est émis le 31 mars 2008. La couverture est dessinée par Grafy'Studio.

### Le Salon du timbre et de l'écrit
En mars, est émis un carnet de douze timbres rouge à validité permanente dont la couverture par Grafy'Studio fait la promotion du Salon du timbre et de l'écrit Planète timbres, organisé du 14 au 22 juin 2008 à Paris.

### Semaine de la langue française
Le 10 mars, est émis un carnet de douze timbres rouge à validité permanente dont la couverture promeut la Semaine de la langue française et de la francophonie, du 14 au 24 mars 2008. La partie gauche de la couverture reprend le logotype de la manifestation.

### Carnet mixteMarianne et les valeurs de l'Europe
Le 1er juillet, avec l'émission de la nouvelle série d'usage courant, est émis un carnet mixte Marianne et les valeurs de l'Europe contenant six timbres Marianne et deux timbres de trois types différents sur la « démocratie », l'« environnement » et la « paix ». La partie gauche de la couverture portant une carte de l'Union européenne et le rappel de la présidence français du Conseil de l'Union européenne est dessinée par Aurélie Baras.

## Timbres de distributeur
La Poste met à disposition des collectionneurs des timbres de distributeur spéciaux pendant la durée de certaines manifestations philatéliques. Ils sont de type LISA : le client choisit la valeur faciale du timbre que le distributeur lui imprime à la demande.

### Bicentenaire de Guignol - Lyon 2008

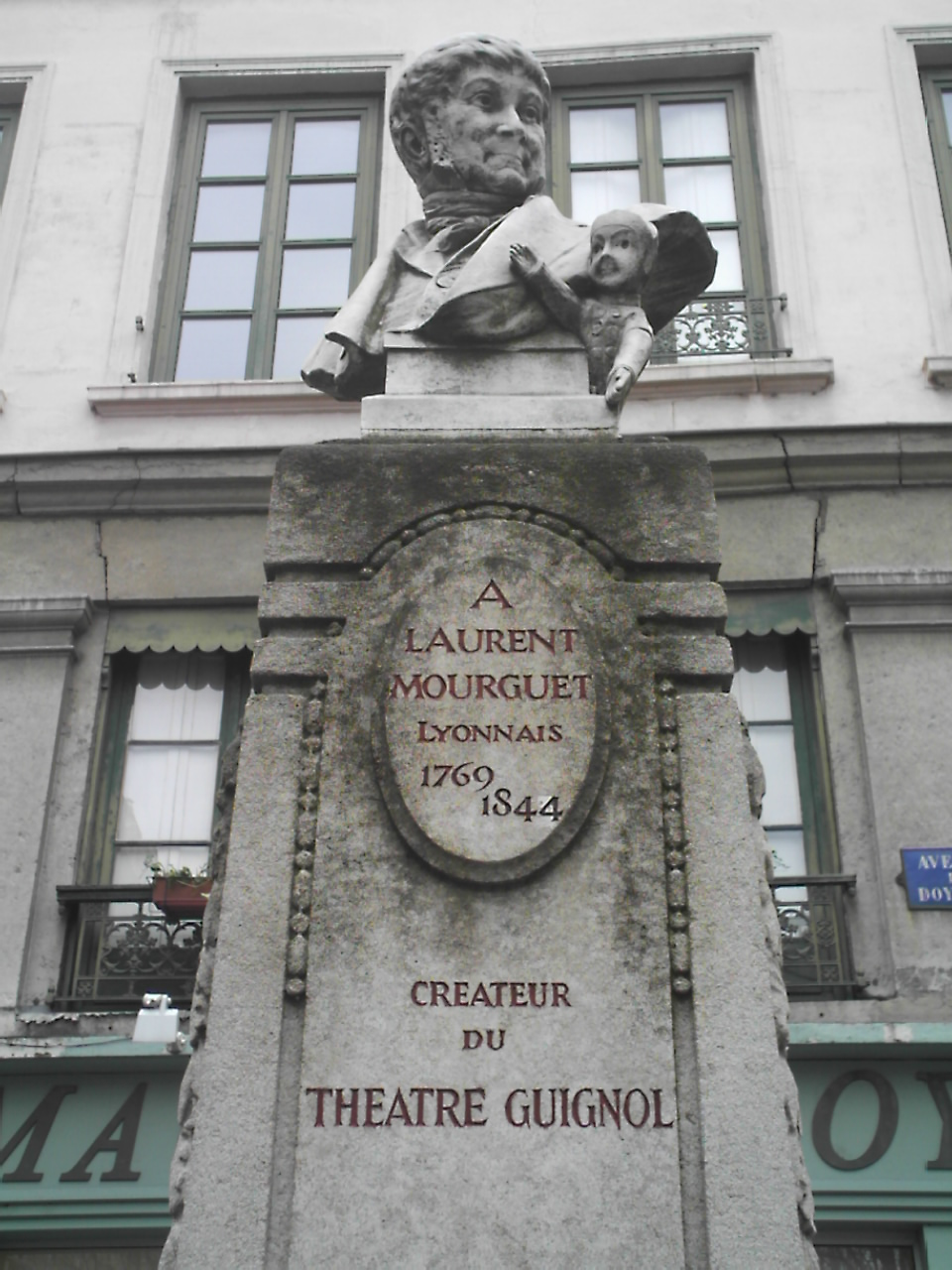
Buste de Mourguet, repris sur le timbre et visible à Lyon.

Du 4 au 6 avril, est disponible un timbre de distributeur pendant le Salon philatélique de printemps, organisé par la Chambre française des négociants et experts en philatélie (CNEP), à Lyon. Sur un fond brun d'une vue de la ville, apparaissent le personnage de Guignol à gauche et le buste de son créateur Laurent Mourguet à droite.

## Timbres de service

### Unesco
Depuis 1961, La Poste émet des timbres de service qui ne peuvent être utilisés que sur le courrier déposé au bureau de poste du siège de l'Organisation des Nations unies pour l'éducation, la science et la culture (Unesco) à Paris.
Le 4 décembre, sont émis deux timbres de service de l'Unesco. Le timbre de 0,65 euro présente le gorille, genre dont les espèces sont menacés d'extinction en Afrique. Celui de 0,85 euro est illustré d'une vue générale du Machu Picchu, au Pérou, site inca inscrit au Patrimoine de l'humanité par l'Unesco.
Les photographies achetées à l'agence Sunset sont mises en page par Jean-Paul Véret-Lemarinier pour une impression en offset de timbres de 2,6 × 4 cm en feuille de cinquante.
La manifestation premier jour a lieu le 3 décembre au siège de l'Unesco à Paris. Le timbre à date est le logotype de l'Unesco.

## Timbres préoblitérés
Les timbres préoblitérés permettent l'affranchissement et la prise en charge rapide d'envois en nombre de plis identiques. Le service de La Poste est nommé Destineo esprit libre et ses tarifs varient selon le nombre de plis, la distance à parcourir et la mécanisation de leur tri. Vendus uniquement en grande quantité pour ces envois, Phil@poste les vend à l'unité aux collectionneurs, mais ces timbres ne peuvent affranchir le courrier déposé dans les boîtes aux lettres.
Tarifs au 1er mars 2008 :
- 0,38 € : envoi de moins de 35 grammes standardisé et mécanisable de plus de cent exemplaires dans le département de dépôt et les départements voisins ou de plus de quatre cents exemplaires pour toute la France. Le tarif décroit à 0,37 € par pli si le nombre d'exemplaires est supérieur à huit cents en local et à deux mille en national.
- 0,45 € : envoi de moins de 50 grammes d'un minimum de cent exemplaires dans le département d'expédition et les départements voisins ou de plus de quatre cents exemplaires pour toute la France. Le tarif décroit à 0,44 € par pli si le nombre d'exemplaires est supérieur à huit cents en local et à deux mille en national.

### Fleurs (mars 2008)
En mars, sont émis quatre timbres préoblitérés présentant des espèces de fleurs sur un fond bleu, dans l'ordre alphabétique : un exemple d'ancolie (Aquilegia sur le timbre de 0,37 euro), pâquerette (Bellis perennis, 0,44 €), une primevère officinale (d'après la légende latine Primula veris sur le timbre de  0,45 €) et tulipe (Tulipa sp., 0,38 €).
Ces timbres sont dessinés par Jean-Richard Lisiak et imprimés en offset en feuille de cent unités.

### Fleurs (novembre 2008)
Le 12 novembre, sont émis deux timbres péoblitérés sur des espèces de fleurs : le tournesol (Helianthus annuus) sur le 0,31 euro et le genre magnolia sur le 0,33 euro. Ces deux tarifs correspondent aux deux seuils du tarif Destineo esprit libre des courriers triables par des machines et pesant jusqu'à 35 grammes, les seuils correspondant au nombre minimum de plis à envoyer pour bénéficier du tarif.
Ces timbres de 2 × 2,6 cm sont dessinés par Jean-Richard Lisiak et imprimés en offset en feuille de cent.

### Sources
- La presse philatélique française, notamment leurs pages « Nouveautés France » présentant les émissions, et annonçant les dates de retrait et les chiffres de vente d'après les communiqués de La Poste.